# Phoneutria fera
Espèce
Synonymes
- Ctenus sus Strand, 1909
- Phoneutria sus (Strand, 1910)

Phoneutria fera est une espèce d'araignées aranéomorphes de la famille des Ctenidae.

## Distribution
Cette espèce se rencontre en Colombie, en Équateur, au Pérou, au Brésil au Suriname, au Guyana, au Costa Rica, et en Guyane Française.

## Description
Le mâle décrit par Eickstedt en 1983 mesure 32 mm et la femelle 43 mm. Leur envergure est respectivement de 175 mm et 147 mm.
Ces araignées de grande taille sont de couleur marron clair avec des petits motifs blancs sur l'abdomen ainsi qu'une bande noire de chaque côté de la tête, une autre tout le long du céphalothorax et sur les pédipalpes.
Elle possède un venin neurotoxique puissant.

## Publication originale
- Perty, 1833 : Arachnides Brasilienses. Delectus animalium articulatorum quae in itinere per Braziliam annis 1817 et 1820 jussu et auspiciis Maximiliani Josephi I. Bavariae Regis Augustissimi peracto collegerunt dr. J. B. de Spix et dr. C. F. Ph. de Martius. Monachii, p. 191-209.